# Staraja Russa
Staraja Russa (rusky Старая Русса) je město v Novgorodské oblasti
Ruské federace. Leží na řece Polisť zhruba sto kilometrů jižně od Novgorodu. V roce 2010 v něm žilo bezmála 32 tisíc obyvatel.

## Dějiny
Město je poprvé písemně zmiňováno v roce 1167 jako jedno z třech hlavních měst Novgorodské republiky spolu s Pskovem a s Ladogou.
V roce 1478 se stalo součástí Moskevského velkoknížectví.

## Partnerská města
- Bad Kreuznach, Německo
- Kirovsk, Rusko
- Loimaa, Finsko
- Valga, Estonsko